# Escudo de Coquimatlán (Colima)
| Escudo Heráldico El escudo se encuentra tajado con una bordadura en azul, sobre el cual podemos leer en náhuatl el nombre del municipio Coquimatlán: vemos un ensamble negro y por los flancos, dos peces de río conocidos como “chigüilines”. En el flanco derecho, en campo de plata, se ve una parte de la serranía característica del municipio, el cual soporta un árbol de aguacate terrasado y mineral de hierro. En cambio, en el flanco izquierdo, en campo de oro, se puede observar una caña de maíz con mazorcas, una palma (árbol muy característico de la región y del estado) y, finalmente, un toro atravesado. Bajo el escudo, un listón con vuelo ascendente contiene la divisa: "Unión y esfuerzo es triunfo y progreso". | Escudo de Coquimatlán |

- Datos: Q5837955